# George Q. Cannon
George Quayle Cannon (Liverpool, Inglaterra, 11 de enero de 1827-Monterrey, California, 21 de abril de 1901) fue un periodista, político y religioso estadounidense. Fue editor y fundador de periódicos y revistas, algunos de los cuales aún existen hoy día. Cannon fue uno de los primeros miembros del Quórum de los Doce Apóstoles de La Iglesia de Jesucristo de los Santos de los Últimos Días, y sirvió en la Primera Presidencia bajo cuatro sucesivos presidentes de la iglesia: Brigham Young, John Taylor, Wilford Woodruff y Lorenzo Snow. Fue el jefe de la estrategia política de la Iglesia, y fue denominado «El Premier mormón» y «El Richelieu mormón» por la prensa.

## Primeros años
Cannon nació en Liverpool, Inglaterra, de George Cannon y Ann Quayle, la mayor de seis hermanos. Su madre y su padre eran de Peel, en la Isla de Man. La hermana de su padre, Leonora Cannon, se había casado con el futuro apóstol de los Santos de los Últimos Días John Taylor y se bautizó en 1836. La noticia llegó al élder George Cannon y cuatro años más tarde, cuando Taylor llegó a Liverpool, toda la familia Cannon se bautizó en la Iglesia de Jesucristo de los Santos de los Últimos Días; George Q. Cannon tenía trece años en ese momento. Los hermanos de Cannon eran Mary Alice Cannon (Lambert), Ann Cannon (Woodbury), Angus M. Cannon, David H. Cannon y Leonora Cannon (Gardner). En 1842, la familia Cannon zarpó hacia los Estados Unidos para unirse a la iglesia en Nauvoo, Illinois. En el viaje por el Océano Atlántico, la madre de Cannon murió. La familia, sin la madre, llegó a salvo a Nauvoo en la primavera de 1843. George padre se casó con Mary Edwards en 1844 y tuvo otra hija, Elizabeth Cannon (Piggott).
En Nauvoo, el padre de Cannon lo envió a vivir con su tío y tía, John y Leonora Taylor. Cannon trabajó en la imprenta del Times and Seasons y del Nauvoo Neighbor para Taylor, quien era editor de ambas publicaciones periódicas. En junio de 1844, Taylor acompañó a Joseph Smith, Hyrum Smith, Willard Richards y otros a la cárcel de Carthage. Allí, Joseph y Hyrum murieron y Taylor sufrió graves heridas de bala. Cannon se ocupó de la imprenta mientras Taylor se recuperaba. Este entrenamiento le sería de gran utilidad en la vida posterior. El padre de Cannon murió en 1845.
En 1846, Taylor viajó a Inglaterra para organizar los asuntos de la iglesia después de la muerte de Smith. Mientras tanto, Cannon acompañó a la esposa y la familia de Taylor cuando se mudaron a Winter Quarters, Nebraska. Cuando Taylor regresó, Cannon viajó con toda la familia Taylor al Valle del Lago Salado, y llegó en octubre de 1847.

## Servicio en la iglesia
En 1849, el presidente de la iglesia, Brigham Young, le pidió a Cannon que sirviera como misionero para la iglesia en California. Esta tarea incluía trabajar en las minas e intentar predicar el evangelio a los mineros de oro. Después de hacer esto durante varios meses, se pidió a Cannon y a varios otros misioneros mineros que se dirigieran al Reino de Hawái, donde sirvió durante cuatro años.
Inicialmente, los misioneros en Hawái se enfocaron en enseñar a europeos y euroamericanos en las islas. Cannon fue el primer misionero que se centró en enseñar a los nativos de la isla de Maui. Mientras estuvo en las islas, Cannon enseñó y bautizó a muchos nativos hawaianos. También organizó múltiples ramas de la iglesia y en ocasiones se reunió con ministros del gobierno del Reino de Hawái para obtener el reconocimiento de la iglesia. Uno de los más notables fue Jonatana Napela, quien ayudó a Cannon a traducir el Libro de Mormón al hawaiano. Joseph F. Smith, un futuro presidente de la iglesia, seguiría a Cannon y serviría en Hawái un año después. Cannon finalmente se hizo presidente de distrito de varias sucursales en Maui. En octubre de 1852 había un poco más de novecientos miembros de la Iglesia SUD en Hawái, la mayoría en la isla de Maui.
Al regresar al territorio de Utah, Cannon se casó con Elizabeth Hoagland (hija de Abraham Hoagland y su esposa). Casi de inmediato fue llamado para ayudar al apóstol Parley P. Pratt a publicar un periódico en California. Al encontrarse con Pratt en California, a Cannon le dijeron que se quedaría atrás y se convertiría en presidente de la Misión de Oregón y California de la iglesia; ocupó este cargo desde 1856 hasta 1858. Durante este período de tiempo, Cannon publicó la traducción hawaiana del Libro de Mormón. En febrero de 1856, fundó Western Standard, una publicación semanal con sede en San Francisco.
Al regresar a Utah en 1857 para ayudar en la Guerra de Utah, Cannon fue nombrado Teniente General de la Legión de Nauvoo. Durante este tiempo, Cannon se desempeñó como impresor de Deseret News mientras publicaba en el exilio en Fillmore, Utah. Después de la Guerra de Utah, fue llamado como presidente de la Misión de los Estados del Este de la iglesia.

### Apóstol
El asesinato de Parley P. Pratt en 1857 creó una vacante en el Quórum de los Doce Apóstoles. Esa vacante no se llenó hasta que Brigham Young llamó a Cannon al apostolado tres años después. Cannon fue ordenado apóstol en el sacerdocio el 26 de agosto de 1860, a la edad de 33 años. Al unirse al Quórum de los Doce, Cannon fue llamado a presidir la Misión Europea de la iglesia.
La misión de Cannon en Europa terminó cuando Young lo llamó en 1862 para trabajar en Washington D. C., para ayudar en la promoción de la iglesia de la candidatura del Territorio de Utah por la estadidad. En el aplazamiento de la sesión del Congreso de 1862, Cannon nuevamente viajó hacia Europa para presidir la misión. En esta misión, Cannon fue el editor de Millennial Star y, durante un corto tiempo, de la publicación periódica en idioma galés de la iglesia, Udgorn Seion.
De 1867 a 1874, Cannon fue el editor en jefe de Deseret News. Fue bajo su dirección que el periódico se publicó por primera vez a diario.
En 1866, Cannon comenzó a publicar una revista para jóvenes y jóvenes adultos de los Santos de los Últimos Días llamada The Juvenile Instructor. Fue propietario y publicó esta revista hasta su muerte; en 1901 su familia vendió la revista a la organización de la Escuela Dominical de la Iglesia SUD. El periódico fue el órgano oficial de la Escuela Dominical hasta 1930, cuando fue reemplazado por The Instructor. Cannon también se desempeñó como el primer superintendente general de la Escuela Dominical de la iglesia desde 1867 hasta su muerte.

### Primera presidencia
El 8 de abril de 1873, Cannon se convirtió en miembro de la Primera Presidencia de la iglesia cuando Brigham Young lo llamó como primer consejero. Cannon pasó a servir como consejero de otros tres presidentes de la iglesia: fue el primer consejero de John Taylor, Wilford Woodruff y Lorenzo Snow.
Aunque Cannon fue el segundo apóstol más antiguo de la iglesia después de la muerte de Woodruff, Cannon no fue nombrado presidente del Quórum de los Doce Apóstoles, como es la práctica habitual de la Iglesia SUD en la actualidad. Más bien, debido a que Cannon era miembro de la Primera Presidencia, la iglesia simplemente nombró al próximo apóstol principal de la iglesia, Brigham Young, Jr., como presidente del quórum. (Según las prácticas actuales, Cannon habría sido designado presidente del quórum y Young habría sido designado presidente interino).

## Vida política y matrimonio plural
Cannon fue elegido delegado sin derecho a voto para el territorio de Utah en el Congreso de los Estados Unidos en 1872. Siguió siendo delegado del Congreso hasta 1882, cuando su puesto fue declarado vacante por la promulgación de la Ley Edmunds-Tucker, que puso fin a muchos derechos políticos y civiles para los polígamos mormones de Utah.

### Disputa en el 47 ° Congreso
En 1880, Cannon había servido cuatro mandatos en el Congreso como delegado territorial de Utah.
El gobernador territorial antimormón recién nombrado, Eli Houston Murray, apoyó abiertamente al Partido Liberal, que generalmente se oponía a los candidatos de la iglesia. La elección en todo el territorio de 1880 para un delegado del Congreso acercó inesperadamente al Partido Liberal a enviar un representante a Washington D. C. El candidato liberal, Allen G. Campbell, con 1357 votos, perdió rotundamente ante Cannon, que obtuvo 18 567 votos. Sin embargo, antes de que el gobernador Murray certificara la elección, se presentó una protesta en nombre de Campbell. La protesta enumeró una docena de afirmaciones, principalmente que Cannon, nacido en Inglaterra, no era un ciudadano naturalizado sino un extranjero. La protesta también afirmó que la participación de Cannon en la poligamia era incompatible con la ley federal y el juramento de un delegado. Murray estuvo de acuerdo y emitió la certificación a Campbell, a pesar de su mala actuación.
Cannon, en Washington en ese momento, argumentó que solo el Congreso podía decidir sobre las calificaciones de un miembro. Además, recibió un certificado de funcionarios electorales territoriales comprensivos que indicaban que había recibido la mayor cantidad de votos. Ese documento convenció al secretario de la Cámara de Representantes de que ingresara el nombre de Cannon en la lista y, por lo tanto, Cannon comenzó a cobrar el salario del delegado.
Tanto Murray como Campbell viajaron a Washington para disputar el escaño. Cada lado luchó por el puesto durante más de un año, incluso después del asesinato del presidente James Garfield. El 25 de febrero de 1882, la Cámara de Representantes finalmente rechazó a ambos candidatos. La Cámara le negó a Cannon su asiento sobre la base de su participación en la poligamia. Al final, la Cámara sentó a John Thomas Caine como Delegado durante el 47.º Congreso. Caine pasó a servir durante varios años.
El tema atrajo la atención nacional desfavorable para Utah, que contribuyó a que la Ley Edmunds-Tucker se promulgara el 23 de marzo de 1882. Esta ley reforzó la anterior Ley Antibigamia Morrill de 1862, declarando a la poligamia como un delito grave y revocando a los polígamos el derecho a voto, hechos por los que no eran elegibles para el servicio de jurado, y les prohibieron ocupar cargos políticos.

### Matrimonio plural

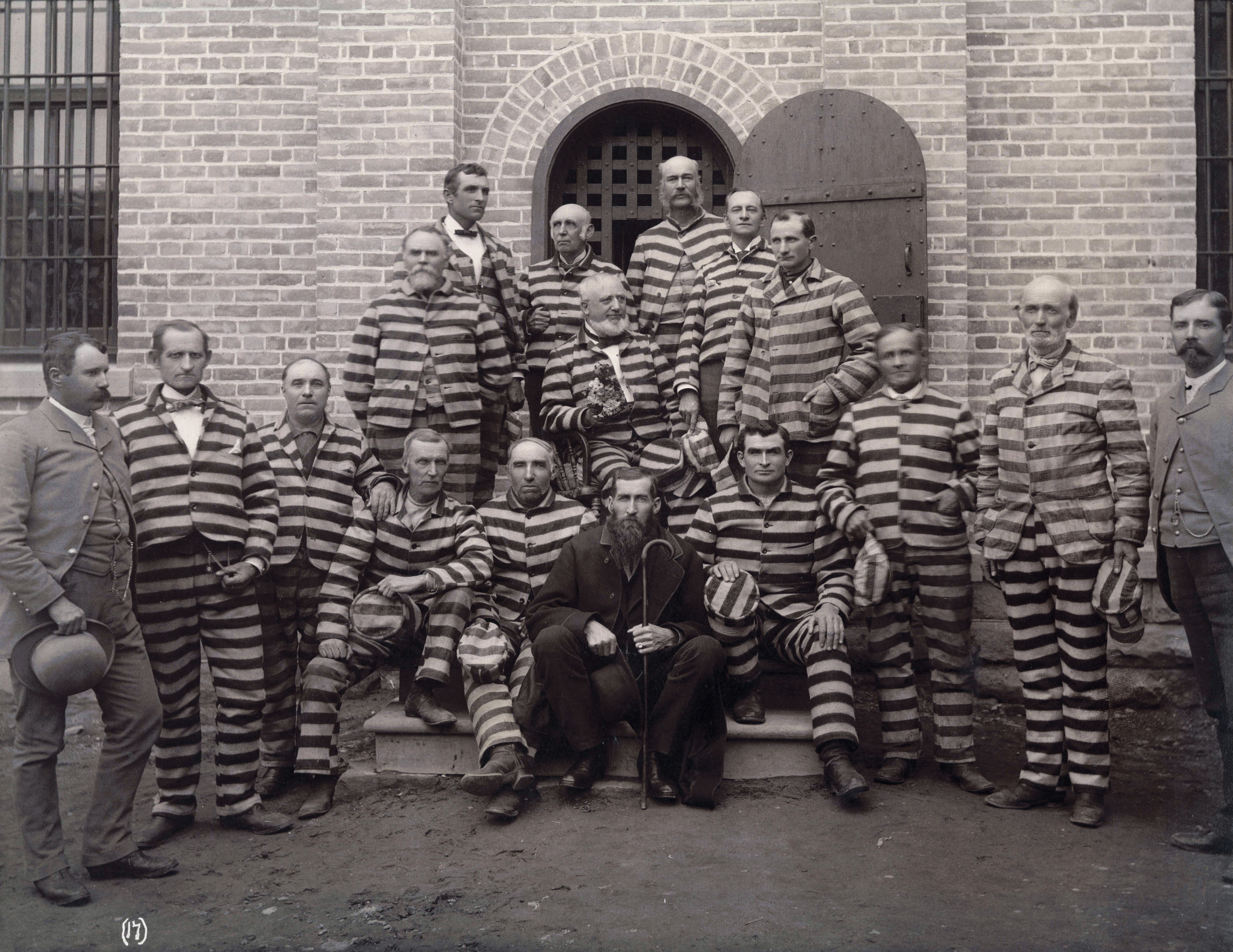
1889 Retrato de varios polígamos en prisión, en la penitenciaría de Utah, incluido Cannon, arrestados en virtud de la Ley Edmunds-Tucker

Cannon practicaba el matrimonio plural y estaba casado con seis mujeres. Cannon habló con frecuencia para justificar la práctica.
Cuando la Corte Suprema confirmó la prohibición del matrimonio plural en la decisión de 1879 Reynolds v. Estados Unidos, Cannon declaró:

Nuestro crimen ha sido: nos casamos con mujeres en lugar de seducirlas; criamos hijos en lugar de destruirlos; queríamos excluir de la tierra la prostitución, la bastardía y el infanticidio. Si George Reynolds [el hombre que fue condenado por cometer bigamia] va a ser castigado, que el mundo sepa los hechos... Que se publique en los cuatro rincones de la tierra que en esta tierra de la libertad, la más bendita y gloriosa sobre la que brilla el sol, se invoca rápidamente la ley para castigar a la religión, pero la justicia va cojeando y con los ojos vendados en pos del crimen.

Finalmente, Cannon pasó a «la clandestinidad» con otros líderes de la iglesia como fugitivo de las autoridades federales. En septiembre de 1888, Cannon se entregó y se declaró culpable en el juicio de los cargos de cohabitación ilegal en virtud de la Ley Edmunds-Tucker. Como resultado, Cannon cumplió casi seis meses en la penitenciaría federal de Utah.
Cannon fue indultado en 1894 junto con otros miembros SUD por el presidente estadounidense Grover Cleveland.

## Muerte y descendientes

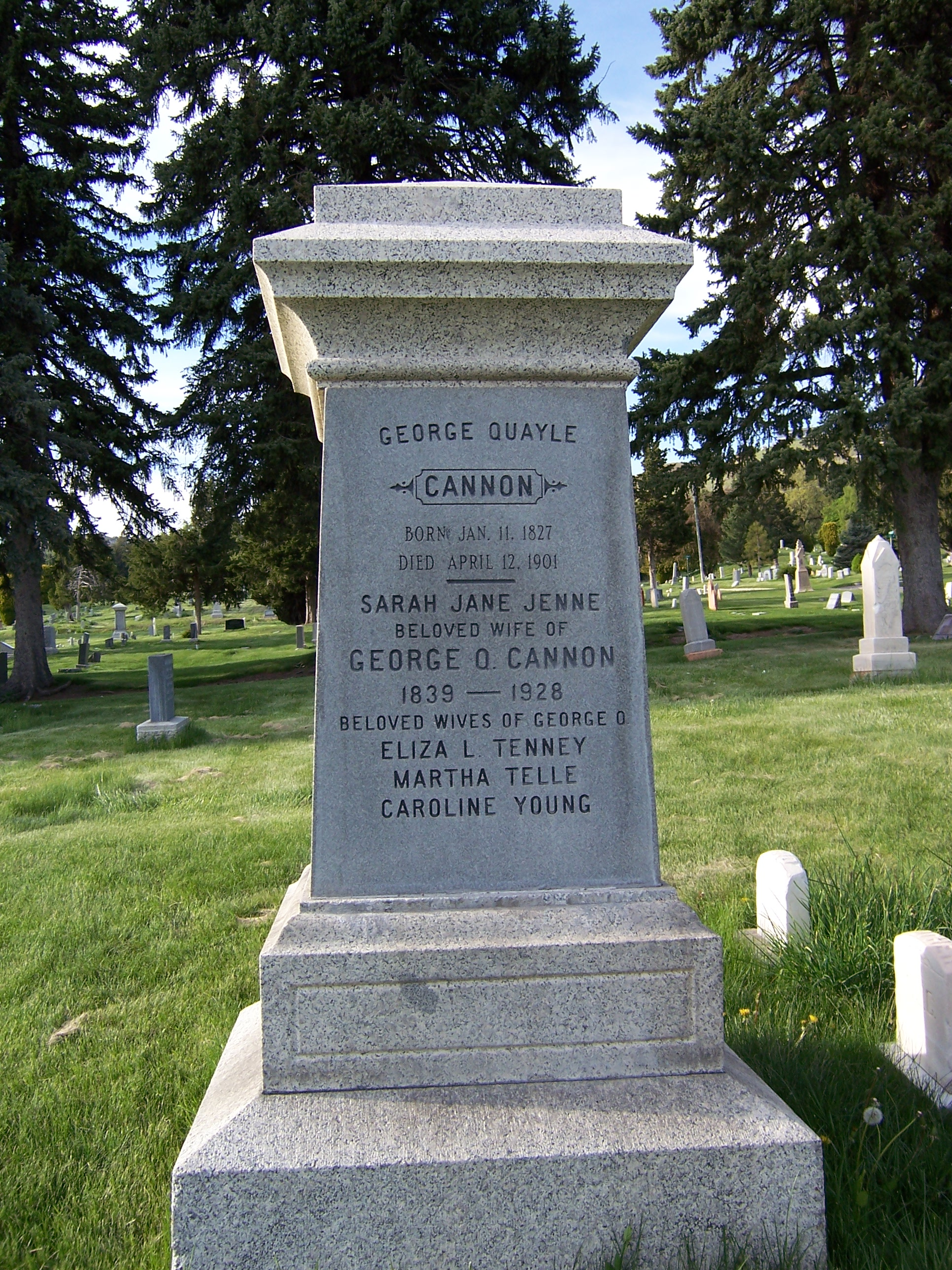
Tumba de George Q. Cannon

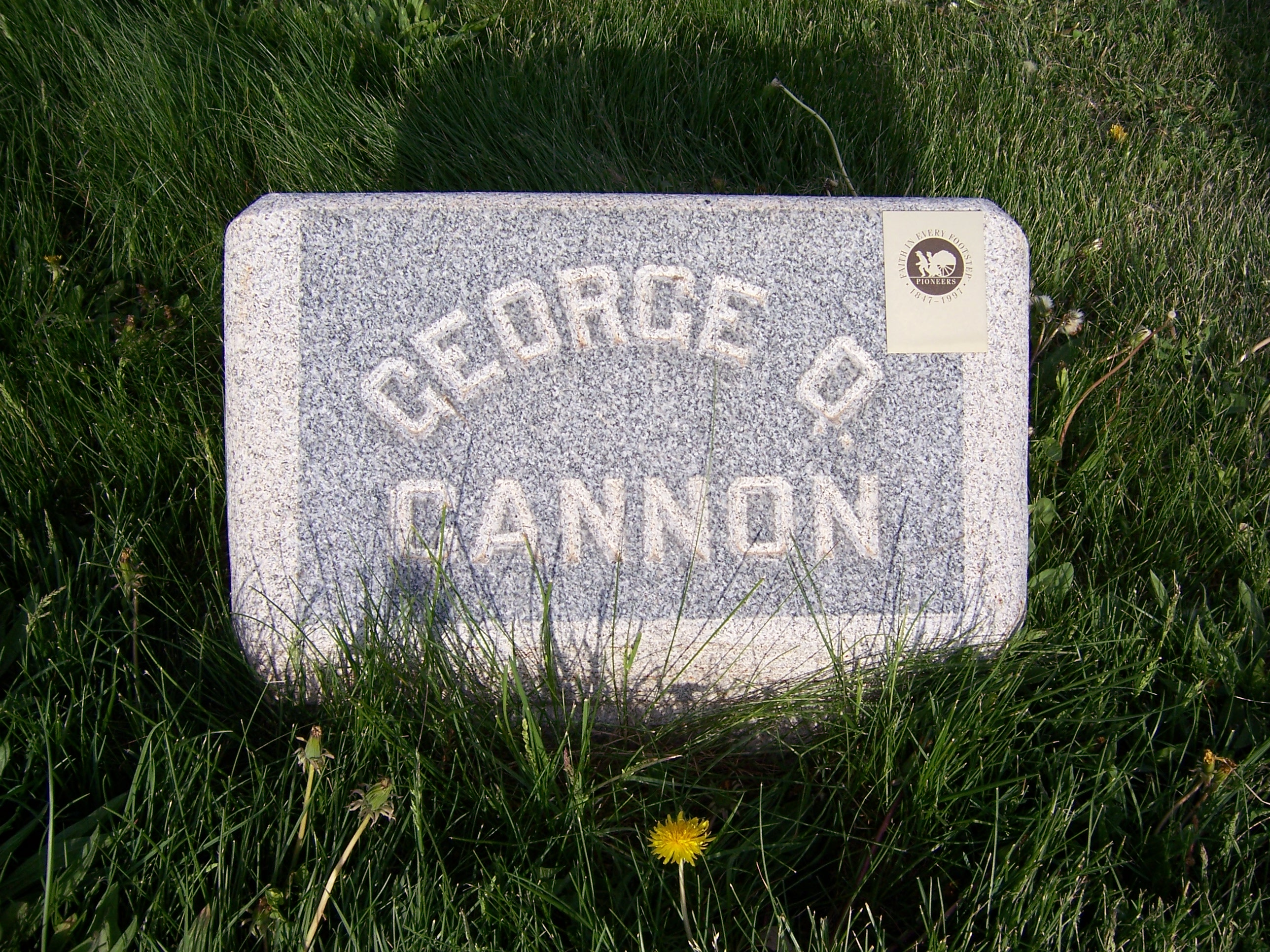
Lápida de George Q. Cannon

Cannon murió el 12 de abril de 1901 en Monterrey, California, a los 74 años de edad. Si hubiera vivido unos meses más, se habría convertido en el presidente de la Iglesia SUD: Lorenzo Snow murió el 10 de octubre de ese año. Cannon fue enterrado en el cementerio de Salt Lake City.
Cannon tuvo 32 hijos, algunos de los cuales fueron Abraham H. Cannon, John Q. Cannon y Sylvester Q. Cannon, quienes se convirtieron en autoridades generales de la Iglesia SUD; Frank J. Cannon, primer senador estadounidense de Utah; y Lewis T. Cannon y Georgius Y. Cannon, destacados arquitectos de Utah. Algunos de los descendientes prominentes de Cannon incluyen a Howard Cannon, senador estadounidense de Nevada de 1959 a 1983, y Chris Cannon, miembro de la Cámara de Representantes de Estados Unidos de 1997 a 2009. Otro descendiente, George I. Cannon, se convirtió en una autoridad general de la iglesia.
En los juegos de fútbol americano de la Brigham Young University, el BYU ROTC celebra los touchdowns con un cañón llamado «George Q» en honor a él.